# Richard de Capella
Richard de Capella († 15. August 1127 in Ledbury) war ein englischer Beamter und Geistlicher. Ab 1121 war er Bischof von Hereford.
Die Herkunft von Richard de Capella ist unbekannt. Er diente als königlicher Kaplan und spätestens ab 1112 als Siegelbewahrer von Ranulf, dem Kanzler von König Heinrich I. Während dessen Herrschaft war die königliche Kanzlei noch relativ unorganisiert, so dass Richard oft auch als einfacher Beamter bezeichnet wird. 1121 schlug ihn der König als neuen Bischof der Diözese Hereford vor, worauf er am 7. Januar 1121 in Westminster gewählt und am 16. Januar in Lambeth zum Bischof geweiht wurde.
Über Richards Amtszeit als Bischof ist nur wenig bekannt, anscheinend hatte er auch politisch keine größere Bedeutung. Als Bischof ist von ihm nur eine Urkundenbezeugung für den König gesichert. Die wenigen erhaltenen Urkunden, die er selbst als Bischof ausstellte, kein klares Bild von seiner Tätigkeit. Als der König 1123 die Kirche von Leominster und dazu gehörenden Landbesitz seiner neuen Gründung Reading Abbey schenkte, leitete Richard eine Untersuchung, um die Grenzen der Schenkung genau festzulegen. Offenbar versuchte Richard, seine Stellung als Bischof zu sichern, in dem er die Nähe von Walter de Gloucester, einem mächtigen lokalen Adligen suchte. 1121 bewilligte ihm der König für Hereford einen dreitägigen Jahrmarkt, durch den die Diözese zusätzliche Einkünfte hatte. Auf dem vom päpstlichen Legaten Giovanni da Crema geleiteten Konzil vom 13. bis 16. Mai 1127 in Westminster beanspruchte Urban, der Bischof der westlich an Hereford angrenzenden Diözese Llandaff, Ergyng und Ystradŵr, die bislang zur Diözese Hereford gehörten. Urban konnte jedoch die Konzilteilnehmer nicht überzeugen, seine Ansprüche zu unterstützen. Richard starb auf dem bischöflichen Gut in Ledbury und wurde in der Kathedrale von Hereford beigesetzt.